# Талмудически академии във Вавилония
Талмудическите академии във Вавилония са разположени в Месопотамия центрове на еврейската книжовност през VI-XI век, в които е разработена Халаха. Академиите са създадени по времето на Сасанидите и са разположени недалеч от сасанидската столица Ктезифон, който по онова време е най-големият град в света. Сурската отначало е доминираща, но в края на гаонската епоха на преден план излиза тази в Пумбедита.